# Trotkova
Trotkova este o localitate din comuna Benedikt, Slovenia, cu o populație de 100 de locuitori.